# Max Zimmermann (pittore)
August Maximilian Zimmermann, detto Max (Zittau, 7 luglio 1811 – Monaco di Baviera, 29 dicembre 1878), è stato un pittore e litografo tedesco.

## Biografia
Era fratello minore di Albert Zimmermann e fratello minore di Robert e Richard Zimmermann, tutti a loro volta pittori. Inizialmente seguì le orme paterne e divenne musicista, imparando a suonare sei strumenti, ma presto si cominciò a dedicare al disegno. Nel 1834 si trasferì a Dresda dove imparò la litografia. Nel 1837 seguì il fratello Albert a Monaco di Baviera, dove frequentò la locale scuola di pittura di paesaggio, la Hochschule für Landschaft.
Particolarmente apprezzati furono i dipinti che avevano come soggetto le querce e i boschi. Suoi modelli furono i paesaggisti olandesi del XVII secolo, in particolare Meindert Hobbema e Jacob van Ruisdael.

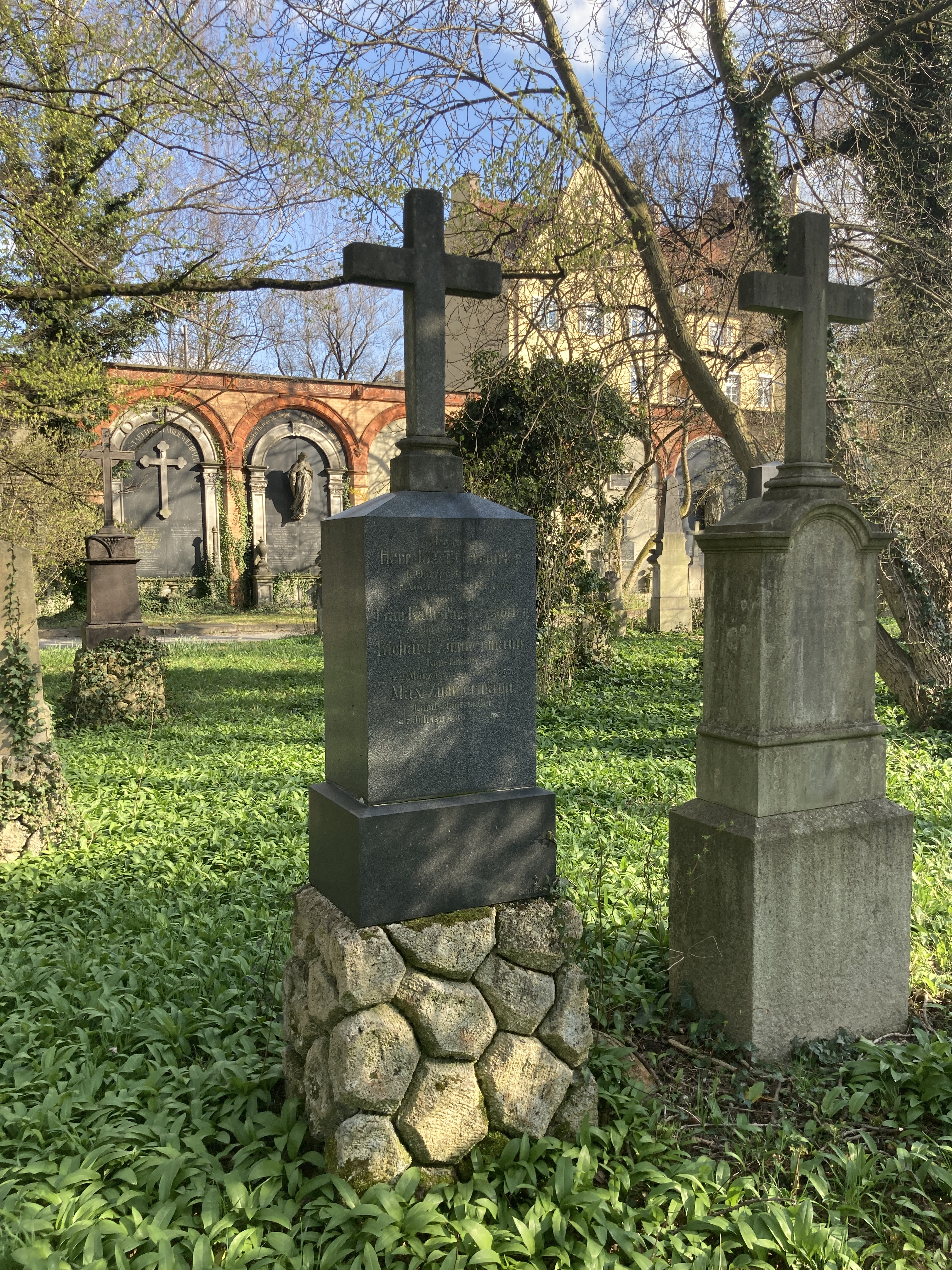
La tomba di Zimmermann

Un infortunio al braccio mise fine alla sua carriera all'inizio degli anni 1870. Morì nel 1878 ed è sepolto nell'Alter Südfriedhof.